# Josep Moratalla i Claramunt
Josep Moratalla i Claramunt (Esparreguera, Baix Llobregat, 1 d'octubre de 1958), és un exfutbolista català que jugava com a defensa, i posteriorment entrenador de futbol i comentarista esportiu.

## Carrera esportiva
Moratalla va arribar al FC Barcelona el 1972 amb 13 anys. Va jugar set temporades en categories per edats (i fou cedit al Deportivo de La Coruña de la Segona Divisió mentre feia el servei militar obligatori a Galícia), però només va arribar a jugar amb el primer equip 19 cops a La Liga en els seus primers quatre anys, ja que li barraven el pas José Ramón Alexanko i Migueli– per exemple, quan els Blaugrana van guanyar la lliga 1984–85, va totalitzar només 104 minuts en dos partits; va debutar en lliga el 28 de febrer de 1982 en un Barça 2-0 Sevilla FC. Amb el Barça va guanyar una lliga, dues Copes del Rei, una Supercopa, una Recopa i dues Copes de la Lliga.
Tot i que no va començar jugant massa, va ser titular a la final de la Recopa de 1982, que el Barça va guanyar a l'Standard de Lieja per 2-1 al Camp Nou. Addicionalment, va jugar sortint des de la banqueta a la final de la Copa d'Europa de 1986, perduda contra l'FC Steaua București a la tanda de penals.
Moratalla va jugar amb el Barça fins al 1988, i fou titular en els seus darrers dos anys, en què afegí la Copa del Rei 1987–88 al seu palmarès, i la lliga en la seva darrera temporada. Es va retirar del futbol a 32 anys després de tres temporades a segona amb la UE Figueres.
Posteriorment ha estat entrenador de clubs modestos com el CE Europa. Actualment és vicepresident de l'Agrupació Barça Jugadors.
També va col·laborar com a comentarista al programa Tablero Deportivo a Ràdio Nacional d'Espanya i a Ràdio 4.

## Palmarès
| Títol                         | Club                  | Any  |
| ----------------------------- | --------------------- | ---- |
| Copa del Rei                  | Futbol Club Barcelona | 1981 |
| Recopa d'Europa               | Futbol Club Barcelona | 1982 |
| Copa del Rei                  | Futbol Club Barcelona | 1983 |
| Supercopa d'Espanya de futbol | Futbol Club Barcelona | 1983 |
| Copa de la Lliga              | Futbol Club Barcelona | 1983 |
| Lliga                         | Futbol Club Barcelona | 1984 |
| Copa de la Lliga              | Futbol Club Barcelona | 1986 |

## Equips
| Club                    | País      | Any  |
| ----------------------- | --------- | ---- |
| Futbol Club Barcelona   | Catalunya | 1981 |
| Unió Esportiva Figueres | Catalunya | 1988 |